# 三叉仿刺鎧蝦
三叉仿刺鎧蝦（学名：Munidopsis trifida）为鎧甲蝦科仿刺鎧蝦屬下的一个种。